# Vitorláskardoshal-félék
A vitorláskardoshal-félék (Istiophoridae) a sugarasúszójú halak (Actinopterygii) osztályába és a sügéralakúak (Perciformes) rendjébe tartozó család.
Gyakran, de helytelenül vitorláshalaknak is nevezik őket; ezt a nevet azonban kerülni kell, mert a vitorláshal (Pterophyllum scalare) kistestű, akváriumban is gyakran tartott édesvízi halfaj.

## Tudnivalók
A vitorláskardoshal-félék áramvonalas teste a felső állcsont (maxilla) hosszú nyúlványával kezdődik. Ezzel a kardhalfélékre (Xiphiidae) emlékeztetnek. Hátúszójuk sugarai hosszúak és kemények; a hátúszó felmereszthető, ilyenkor vitorlaszerű. Legközelebbi rokonaikhoz, a makrélafélékhez (Scombridae) hasonlóan a ragadozó életmódot folytató vitorláskardoshal-félék is igen gyorsan úsznak; csúcssebességük eléri 80 km/órát.
A család legnagyobb fajai a kék marlin (Makaira nigricans), amelynek eddig mért legnagyobb egyede 596 centiméter hosszú és 818 kilogramm tömegű, és a fekete marlin (Istiompax indica), amely legfeljebb 465 centiméter hosszú és 670 kilogramm tömegű. Mindkét trópusi faj kedvence a sporthorgászoknak.

## Rendszerezés
A családba az alábbi 5 nem és 11 faj tartozik:
- Istiompax Whitley, 1931 - 1 faj
- Istiophorus Lacépède, 1801 - 2 faj
- Kajikia Hirasaka & H. Nakamura, 1947 - 2 faj
- Makaira Lacépède, 1802 - 2 faj
- Tetrapturus Rafinesque, 1810 - 4 faj

### Fordítás
- Ez a szócikk részben vagy egészben  a   Marlin című angol Wikipédia-szócikk ezen változatának fordításán alapul.  Az eredeti cikk szerkesztőit annak laptörténete sorolja fel. Ez a jelzés csupán a megfogalmazás eredetét és a szerzői jogokat jelzi, nem szolgál a cikkben szereplő információk forrásmegjelöléseként.